# Scott Dixon
 (septembre 2021).
Si vous disposez d'ouvrages ou d'articles de référence ou si vous connaissez des sites web de qualité traitant du thème abordé ici, merci de compléter l'article en donnant les références utiles à sa vérifiabilité et en les liant à la section « Notes et références ».
Scott Dixon est un pilote automobile néo-zélandais né le 22 juillet 1980 à Brisbane en Australie. Il évolue aux États-Unis dans le championnat IndyCar Series au sein de l'écurie Chip Ganassi Racing et a été sacré champion à six reprises : 2003, 2008, 2013, 2015, 2018 et 2020. Ses six titres de champion national font de lui le second pilote le plus titré de toute l'histoire du championnat américain de monoplace, après A. J. Foyt. 
Il a également remporté les 500 miles d'Indianapolis en 2008, après avoir signé la pole position. Avec 56 victoires, il est le deuxième pilote le plus victorieux de toute l'histoire de l'IndyCar (devancé seulement par A. J. Foyt  avec 67 victoires) et le pilote le plus victorieux encore en activité au sein de la discipline. Il a également remporté au moins une course durant dix-huit saisons consécutives, entre 2005 et 2022, et il détient le record du plus grand nombre de victoires sur des circuits différents (24, dont 14 ovales pavés, 5 circuits routiers et 5 circuits temporaires). Il a également remporté les 24 Heures de Daytona à trois reprises (2006, 2015 et 2020).
Scott Dixon a été sélectionné dans un sondage mondial parmi les fans comme l'un des 33 plus grands pilotes de l'histoire des 500 miles d'Indianapolis. Il a également reçu les trophées Jim Clark (1999, 2001, 2004 et 2019) et Bruce McLaren (2003 et 2008),. Durant les Honneurs du Nouvel An 2009, il a été nommé membre de l'Ordre du Mérite de Nouvelle-Zélande pour ses services dans le sport automobile et, durant les Honneurs de l'anniversaire de la Reine en 2019, il a été promu Compagnon de l'Ordre du Mérite de Nouvelle-Zélande. Il a également été élu homme sportif néo-zélandais de l'année en 2008 et 2013.

## Biographie
Né en Australie, mais élevé en Nouvelle-Zélande (le pays dont il porte les couleurs en compétition), Dixon commence le karting à l'âge de 10 ans. À 13 ans, grâce à une dérogation, il fait ses débuts en sport automobile dans une épreuve de tourisme, puis, l'année suivante, il remporte le championnat de Nouvelle-Zélande de Formule Super Vee. En 1996, il poursuit son ascension méthodique en s'imposant dans le championnat national de Formule Ford. En 1997, Dixon retourne en Australie pour y disputer le championnat de Formule Holden. Troisième et meilleur débutant pour sa première saison, il décroche le titre en 1998.
En 1999, Dixon part aux États-Unis où il rejoint les rangs du championnat Indy Lights, alors l'antichambre du CART, au sein de l'écurie Johansson Motorsport, dirigée par l'ancien pilote de Formule 1 Stefan Johansson, qui deviendra son manager. Après une prometteuse première saison, il passe en 2000 dans l'équipe Pac West, avec laquelle il décroche facilement le titre. 

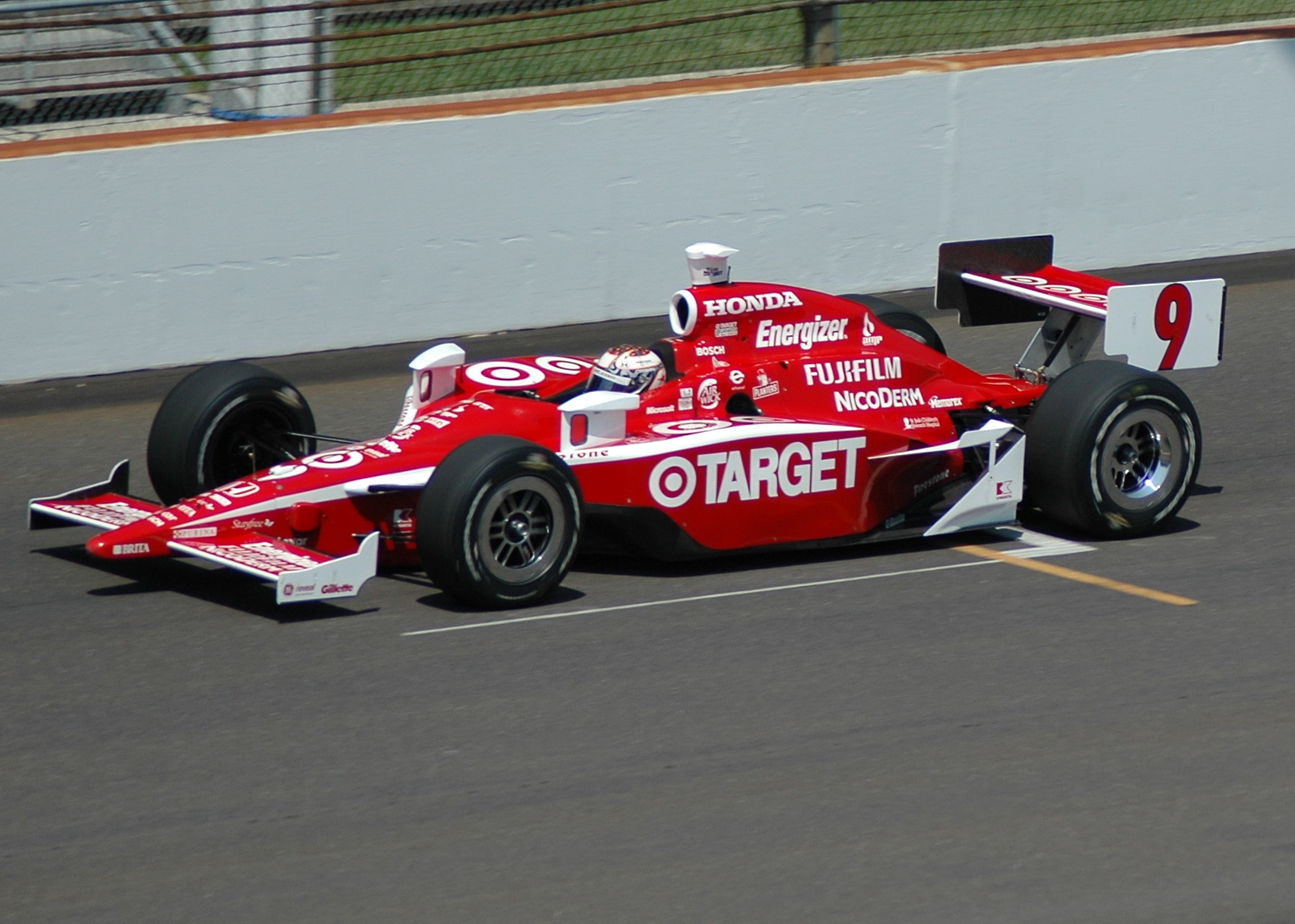
Scott Dixon lors des essais de l'Indy 500 2007.

Ce titre lui permet logiquement d'accéder en 2001 au championnat CART, une discipline dans laquelle le Pac West Racing est également engagé, et où il remplace le vétéran Mark Blundell. Dans une équipe pourtant peu habituée aux succès depuis plusieurs années, Dixon fait rapidement parler la poudre: il domine son équipier expérimenté Mauricio Gugelmin et s'impose sur le petit ovale de Nazareth en début de saison. À 20 ans, il devient ainsi le plus jeune vainqueur de l'histoire du CART, battant le record établi quelques saisons plus tôt par Greg Moore (ce record a été battu en 2006 par le Français Nelson Philippe). Dixon confirme ce succès en faisant preuve tout au long de la saison d'une remarquable régularité qui lui permet de terminer le championnat en 8e position et meilleur débutant de l'année. Dixon reste chez Pac West en 2002, mais l'équipe, en proie à de grandes difficultés financières, ferme rapidement ses portes. Le Néo-Zélandais ne reste pas longtemps sans volant puisque le Chip Ganassi Racing s'empresse de le recruter et engage une troisième voiture pour lui permettre de poursuivre sa saison.
En 2003, le Chip Ganassi Racing et Scott Dixon quittent le CART pour rejoindre le championnat rival IRL. Il ne tarde pas à prendre ses marques puisqu'il s'impose dès la manche d'ouverture, disputée à Homestead-Miami. Malgré un accident dans lequel il se brise le poignet lors de la manche suivante, Dixon fait preuve d'une remarquable maîtrise tout au long de la saison, décroche deux nouvelles victoires, et remporte le titre lors d'un final à suspense sur l'ovale du Texas.

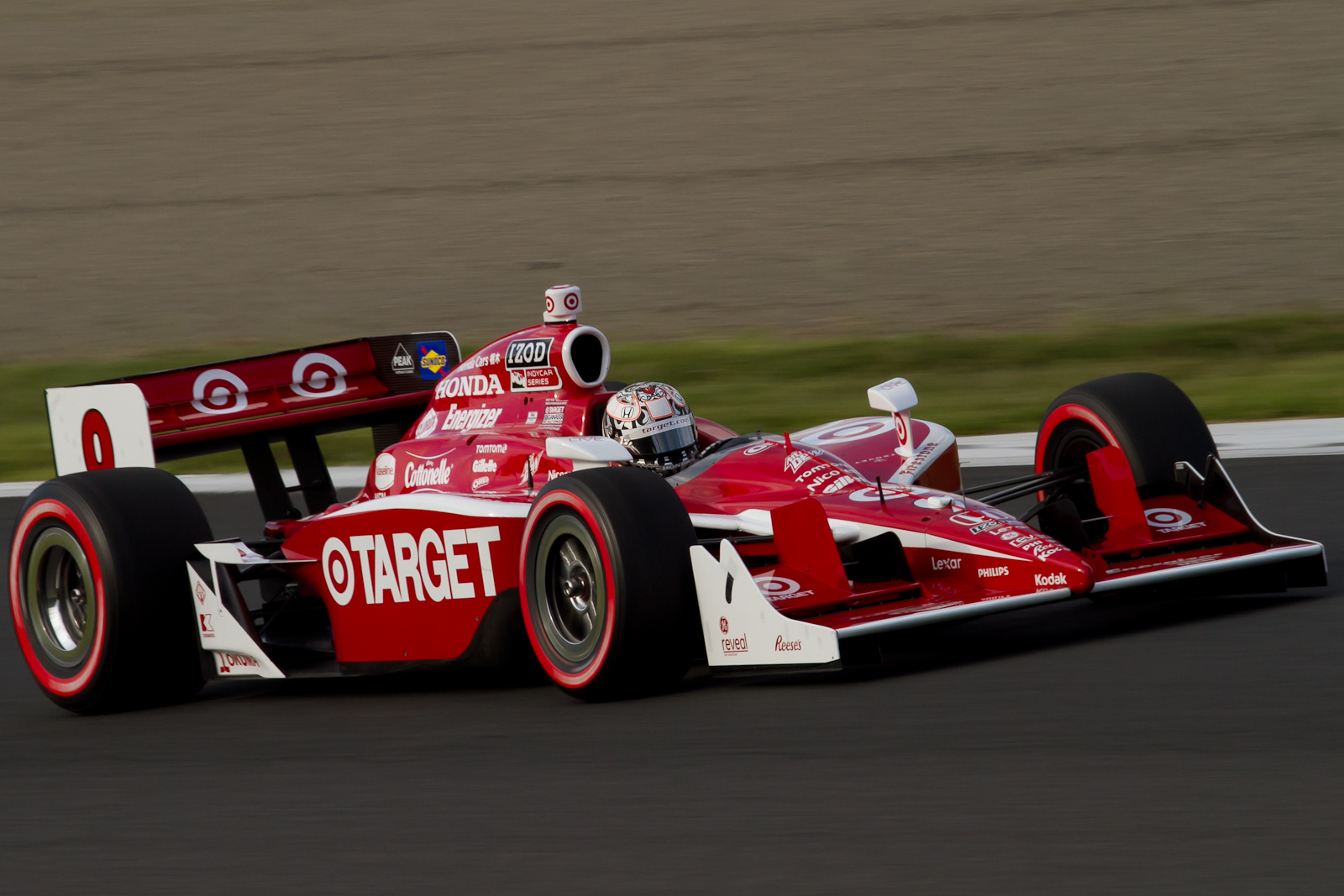
Scott Dixon remportant l'Indy Japan 300 en 2011

Perturbé par un gros accident et une blessure à la cheville au début de la saison 2004, ainsi que par la faiblesse de son bloc Toyota, Dixon n'est pas en mesure de défendre son titre, et réalise une saison complètement anonyme, noyé dans le peloton. Il fait néanmoins parler de lui au printemps en étant convié à deux reprises par l'écurie Williams-BMW à des séances d'essais privés en vue d'une éventuelle accession à la Formule 1 en 2005. Il fait belle impression lors de son premier test fin mars sur le circuit Paul-Ricard où il établit son meilleur chrono à seulement quatre dixièmes du pilote titulaire Ralf Schumacher mais un test plus approfondi quelques semaines plus tard sur le circuit de Barcelone laisse une impression plus mitigée aux observateurs. Un constat visiblement partagé par Williams, qui ne donnera pas suite.
Toujours chez Ganassi Racing en 2005, Dixon continue à souffrir de la faiblesse de son moteur Toyota. Ses performances également en léger retrait par rapport à ses coéquipiers sont à la source de rumeurs de limogeage, mais il parvient à sauver sa place en remportant avec classe la manche de Watkins Glen (un tracé routier, où la puissance moteur est donc moins primordiale que sur ovale) en fin de saison. Grâce à une équipe enfin de retour au premier plan (Ganassi utilisant un moteur Honda comme l'ensemble de ses concurrents), Dixon confirme son retour au premier plan en 2006, avec une présence permanente aux premières places du peloton, et deux victoires, dont une nouvelle à Watkins Glen, acquise sur piste humide. Sa saison 2007 est encore meilleure puisqu'après un solide début de saison, il se montre irrésistible dans la deuxième moitié de saison, avec quatre victoires dont trois acquises consécutivement. Au coude à coude avec Dario Franchitti au championnat, il semble avoir le titre en poche lors de la dernière épreuve de l'année mais doit s'incliner à quelques dizaines de mètres du drapeau à damiers en raison d'une panne d'essence. Il prend sa revanche en 2008, année durant laquelle, en plus de reconquérir le titre, il domine les 500 miles d'Indianapolis.
Après plusieurs saisons durant lesquelles s'est notamment imposé son équipier Dario Franchitti  qui remporte le titre en 2009, 2010 et 2011, il revient aux affaires  en 2013, en réalisant une très belle deuxième partie de saison, en remportant quatre victoires. Il remporte son troisième titre au détriment de Helio Castroneves, victime d'une mauvaise fin de saison. 
En 2015, après une campagne 2014 plus discrète que la précédente, il est sacré une quatrième fois en Indycar Series, remportant le championnat à égalité de points avec le colombien Juan Pablo Montoya qui était en tête du classement général depuis la première course en Floride. Cependant, Dixon a remporté trois courses, contre deux pour l'ancien pilote Williams en Formule 1. En devenant champion Indycar Series 2015, Dixon égale son ancien équipier Dario Franchitti au nombre de titres. 
À la fin de la saison 2015, Dixon est le pilote encore en activité totalisant le plus de victoires (38) en IndyCar tout championnats confondus (AAA, USAC, CART/ChampCar, IRL/IndyCar). Il est le cinquième pilote le plus victorieux de l'histoire de la discipline (38), juste derrière Al Unser (39), Michael Andretti (42), Mario Andretti, père de Michael (52 victoires) et A.J. Foyt, qui totalise 67 victoires, dont quatre aux 500 miles d'Indianapolis.

## Carrière
- 1999 : Indy Lights chez Johansson Motorsports, 5e du championnat avec 1 victoire
- 2000 : Indy Lights chez PacWest Racing, champion avec 6 victoires
- 2001 : CART chez PacWest Racing, 8e du championnat avec 1 victoire
- 2002 : CART chez PacWest Racing puis Chip Ganassi Racing, 13e du championnat
- IndyCar Series 2003 : Chip Ganassi Racing, champion avec 3 victoires
- IndyCar Series 2004 : Chip Ganassi Racing, 10e du championnat
- IndyCar Series 2005 : Chip Ganassi Racing, 13e du championnat avec 1 victoire
- IndyCar Series 2006 : Chip Ganassi Racing, 4e du championnat avec 2 victoires
- IndyCar Series 2007 : Chip Ganassi Racing, 2e du championnat avec 4 victoires
- IndyCar Series 2008 : Chip Ganassi Racing, champion avec 6 victoires
- IndyCar Series 2009 : Chip Ganassi Racing, 2e du championnat avec 5 victoires
- IndyCar Series 2010 : Chip Ganassi Racing, 3e du championnat avec 3 victoires
- IndyCar Series 2011 : Chip Ganassi Racing, 3e du championnat avec 2 victoires
- IndyCar Series 2012 : Chip Ganassi Racing, 3e du championnat avec 2 victoires
- IndyCar Series 2013 : Chip Ganassi Racing, champion avec 4 victoires
- IndyCar Series 2014 : Chip Ganassi Racing, 3e du championnat avec 2 victoires
- IndyCar Series 2015 : Chip Ganassi Racing, champion avec 3 victoires
- IndyCar Series 2016 : Chip Ganassi Racing, 6e du championnat avec 2 victoires
- IndyCar Series 2017 : Chip Ganassi Racing, 3e du championnat avec 2 victoires
- IndyCar Series 2018 : Chip Ganassi Racing, champion avec 3 victoires
- IndyCar Series 2019 : Chip Ganassi Racing, 4e du championnat 2 victoires
- IndyCar Series 2020 : Chip Ganassi Racing, champion avec 5 victoires
- IndyCar Series 2021 : Chip Ganassi Racing, 4e du championnat 1 victoire
- IndyCar Series 2022 : Chip Ganassi Racing, 3e du championnat avec 2 victoires
- IndyCar Series 2023 : Chip Ganassi Racing, 2e du championnat avec 3 victoires
- IndyCar Series 2024 : Chip Ganassi Racing, 6e du championnat avec 2 victoires

## Palmarès
- Vainqueur du championnat Indy Lights en 2000 ;
- Vainqueur du championnat IndyCar Series en 2003, 2008, 2013, 2015, 2018 et 2020;
- Vainqueur des 500 miles d'Indianapolis en 2008 ;
- Vainqueur des 24 Heures de Daytona en 2006 et en 2015.

## Résultats aux500 milesd'Indianapolis

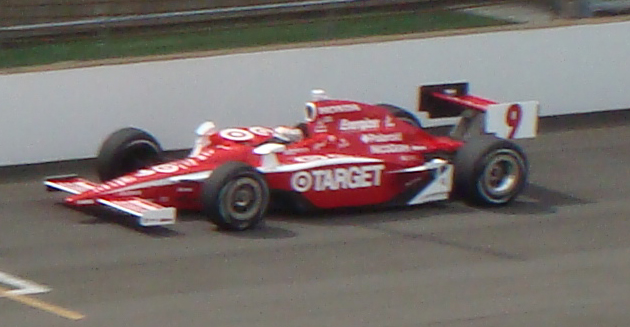
Victoire de Dixon à l'Indy 2008, sur Dallara-Honda du Chip Ganassi Racing team (ici en pole position.

| Année | Châssis | Moteur    | Départ | Arrivée | Équipe              |
| ----- | ------- | --------- | ------ | ------- | ------------------- |
| 2003  | Panoz   | Toyota    | 4      | 17      | Chip Ganassi Racing |
| 2004  | Panoz   | Toyota    | 13     | 8       | Chip Ganassi Racing |
| 2005  | Panoz   | Toyota    | 13     | 24      | Chip Ganassi Racing |
| 2006  | Dallara | Honda     | 4      | 6       | Chip Ganassi Racing |
| 2007  | Dallara | Honda     | 4      | 2       | Chip Ganassi Racing |
| 2008  | Dallara | Honda     | 1      | 1       | Chip Ganassi Racing |
| 2009  | Dallara | Honda     | 5      | 6       | Chip Ganassi Racing |
| 2010  | Dallara | Honda     | 6      | 5       | Chip Ganassi Racing |
| 2011  | Dallara | Honda     | 2      | 5       | Chip Ganassi Racing |
| 2012  | Dallara | Honda     | 15     | 2       | Chip Ganassi Racing |
| 2013  | Dallara | Honda     | 16     | 14      | Chip Ganassi Racing |
| 2014  | Dallara | Chevrolet | 11     | 29      | Chip Ganassi Racing |
| 2015  | Dallara | Chevrolet | 1      | 4       | Chip Ganassi Racing |
| 2016  | Dallara | Chevrolet | 13     | 8       | Chip Ganassi Racing |
| 2017  | Dallara | Honda     | 1      | 32      | Chip Ganassi Racing |
| 2018  | Dallara | Honda     | 9      | 3       | Chip Ganassi Racing |
| 2019  | Dallara | Honda     | 18     | 17      | Chip Ganassi Racing |
| 2020  | Dallara | Honda     | 2      | 2       | Chip Ganassi Racing |
| 2021  | Dallara | Honda     | 1      | 17      | Chip Ganassi Racing |
| 2022  | Dallara | Honda     | 1      | 17      | Chip Ganassi Racing |
| 2023  | Dallara | Honda     | 5      | 6       | Chip Ganassi Racing |

## Résultats aux 24 Heures du Mans
| Année | Équipe                     | Voiture             | Équipiers                               | Classement Catégorie | Classement Général |
| ----- | -------------------------- | ------------------- | --------------------------------------- | -------------------- | ------------------ |
| 2016  | Ford Chip Ganassi Team USA | Ford GT             | Ryan Briscoe Richard Westbrook          | 3e                   | 20e                |
| 2017  | Ford Chip Ganassi Team USA | Ford GT             | Ryan Briscoe Richard Westbrook          | 7e                   | 23e                |
| 2018  | Ford Chip Ganassi Team USA | Ford GT             | Ryan Briscoe Richard Westbrook          | 14e                  | 39e                |
| 2019  | Ford Chip Ganassi Team USA | Ford GT             | Ryan Briscoe Richard Westbrook          | 5e                   | 24e                |
| 2023  | Cadillac Racing            | Cadillac V-Series.R | Sebastien Bourdais Renger van der Zande | 4e                   | 4e                 |
| 2024  | Cadillac Racing            | Cadillac V-Series.R | Sebastien Bourdais Renger van der Zande | DNF                  | DNF                |